# Hugo Heermann
Hugo Heermann (Heilbronn, Baden-Württemberg, Alemanya, 13 de març de 1844 - Meran, Itàlia, 6 de novembre de 1935) fou un violinista alemany.
Estudià al Conservatori de Brussel·les, on tingué per mestres en Lambert Joseph Meerts, Charles Auguste de Bériot i en François-Joseph Fétis. Més tard es perfeccionà a París, i de retorn d'un brillant viatge de concerts, el 1865 s'establí a Frankfurt del Main, on fou professor de violí en el Conservatori Hoch, ja des de la seva creació, on tingué entre altres alumnes a Ludwig Becker i l'escocès Frederich Lamond, fundant, a més, una Acadèmia per l'ensenyança d'aquest instrument i un quartet de música de cambra, amb el que donà concerts quasi per tot Europa, visitant Espanya el 1902.
El 1912 fou nomenat professor del Conservatori de Ginebra i més tard del Conservatori Stern de Berlín.
Se li deu una nova versió del Mètode de violí de Charles Auguste de Bériot (1896)